# Lista de países participantes da Universíada de Verão de 2009
Essa é uma lista de países participantes da Universíada de Verão de 2009, em Belgrado na Sérvia entre 1 e 12 de julho de 2009.
Os números entre parênteses indicam o número de atletas da delegação de cada país. As maiores delegações foram as da Rússia com 308 atletas, da Sérvia, anfitriã com 280 atletas, Japão com 265 atletas, China (sede da próxima Universíada de Verão, Shenzhen 2011) com 241 atletas e Canadá com 211 atletas. As menores, com apenas um atleta, foram as do Bahrein, Mônaco, Porto Rico, Tanzânia e Tunísia.
| \| - AFG Afeganistão (3) - RSA África do Sul (113) - ALB Albânia (4) - GER Alemanha (116) - ANG Angola (3) - AHO Antilhas Neerlandesas (11) - KSA Arábia Saudita (29) - ALG Argélia (27) - ARG Argentina (9) - ARM Armênia (14) - AUS Austrália (132) - AUT Áustria (32) - AZE Azerbaijão (18) - BRN Bahrein (1) - BEL Bélgica (27) - BEN Benim (5) - BLR Bielorrússia (24) - BIH Bósnia e Herzegovina (37) - BOT Botsuana (17) - BRA Brasil (129) - BUL Bulgária (66) - BUR Burquina Fasso (2) - BHU Butão (6) - CAN Canadá (211) - KAZ Cazaquistão (65) - CHI Chile (4) - CHN China (241) - CYP Chipre (21) - COL Colômbia (7) - COM Comores (2) - CGO Congo (7) - PRK Coreia do Norte (24) \| - KOR Coreia do Sul (175) - CRC Costa Rica (5) - CRO Croácia (52) - CUB Cuba (9) - DEN Dinamarca (18) - EGY Egito (41) - ESA El Salvador (2) - UAE Emirados Árabes Unidos (24) - ECU Equador (8) - SVK Eslováquia (41) - SLO Eslovênia (95) - ESP Espanha (102) - USA Estados Unidos (107) - EST Estônia (59) - FIN Finlândia (52) - FRA França (165) - GHA Gana (41) - GUA Guatemala (12) - GEQ Guiné Equatorial (2) - GBR Grã-Bretanha (130) - GRE Grécia (73) - HAI Haiti (2) - HKG Hong Kong (40) - HON Honduras (5) - HUN Hungria (131) - ISV Ilhas Virgens Americanas (2) - INA Indonésia (11) - IRI Irã (41) - IRL Irlanda (70) - ISR Israel (32) - ITA Itália (203) \| - JPN Japão (265) - JOR Jordânia (13) - LAT Letônia (39) - LBA Líbia (40) - LIB Líbano (9) - LBR Libéria (5) - LTU Lituânia (52) - MAC Macau (24) - MAD Madagascar (2) - MDV Maldivas (2) - MAR Marrocos (32) - MEX México (102) - MOZ Moçambique (11) - MDA Moldávia (22) - MGL Mongólia (26) - MNE Montenegro (46) - MCO Mônaco (1) - NAM Namíbia (8) - NGR Nigéria (29) - NOR Noruega (12) - NZL Nova Zelândia (21) - OMA Omã (11) - NED Países Baixos (20) - PAN Panamá (2) - PAR Paraguai (4) - PAK Paquistão (4) - PER Peru (4) - POL Polônia (200) - PUR Porto Rico (1) - POR Portugal (46) - QAT Catar (6) \| - KEN Quênia (2) - KGZ Quirguistão (6) - CZE Chéquia (99) - MKD Macedônia do Norte (3) - COD República Democrática do Congo (5) - DOM República Dominicana (3) - ROU Romênia (65) - RUS Rússia (308) - SEN Senegal (11) - SRB Sérvia (280) - SIN Singapura (9) - SYR Síria (5) - SWZ Essuatíni (2) - SUD Sudão (2) - SWE Suécia (62) - SUI Suíça (56) - SRI Sri Lanka (14) - TJK Tajiquistão (2) - THA Tailândia (61) - TPE Taipé Chinês (86) - TAN Tanzânia (1) - TOG Togo (2) - TUN Tunísia (1) - TUR Turquia (88) - UKR Ucrânia (188) - UGA Uganda (40) - URU Uruguai (22) - UZB Uzbequistão (14) - VIE Vietnã (13) - ZAM Zâmbia (9) - ZIM Zimbabwe (2) \| | | | |
| - AFG Afeganistão (3) - RSA África do Sul (113) - ALB Albânia (4) - GER Alemanha (116) - ANG Angola (3) - AHO Antilhas Neerlandesas (11) - KSA Arábia Saudita (29) - ALG Argélia (27) - ARG Argentina (9) - ARM Armênia (14) - AUS Austrália (132) - AUT Áustria (32) - AZE Azerbaijão (18) - BRN Bahrein (1) - BEL Bélgica (27) - BEN Benim (5) - BLR Bielorrússia (24) - BIH Bósnia e Herzegovina (37) - BOT Botsuana (17) - BRA Brasil (129) - BUL Bulgária (66) - BUR Burquina Fasso (2) - BHU Butão (6) - CAN Canadá (211) - KAZ Cazaquistão (65) - CHI Chile (4) - CHN China (241) - CYP Chipre (21) - COL Colômbia (7) - COM Comores (2) - CGO Congo (7) - PRK Coreia do Norte (24) | - KOR Coreia do Sul (175) - CRC Costa Rica (5) - CRO Croácia (52) - CUB Cuba (9) - DEN Dinamarca (18) - EGY Egito (41) - ESA El Salvador (2) - UAE Emirados Árabes Unidos (24) - ECU Equador (8) - SVK Eslováquia (41) - SLO Eslovênia (95) - ESP Espanha (102) - USA Estados Unidos (107) - EST Estônia (59) - FIN Finlândia (52) - FRA França (165) - GHA Gana (41) - GUA Guatemala (12) - GEQ Guiné Equatorial (2) - GBR Grã-Bretanha (130) - GRE Grécia (73) - HAI Haiti (2) - HKG Hong Kong (40) - HON Honduras (5) - HUN Hungria (131) - ISV Ilhas Virgens Americanas (2) - INA Indonésia (11) - IRI Irã (41) - IRL Irlanda (70) - ISR Israel (32) - ITA Itália (203) | - JPN Japão (265) - JOR Jordânia (13) - LAT Letônia (39) - LBA Líbia (40) - LIB Líbano (9) - LBR Libéria (5) - LTU Lituânia (52) - MAC Macau (24) - MAD Madagascar (2) - MDV Maldivas (2) - MAR Marrocos (32) - MEX México (102) - MOZ Moçambique (11) - MDA Moldávia (22) - MGL Mongólia (26) - MNE Montenegro (46) - MCO Mônaco (1) - NAM Namíbia (8) - NGR Nigéria (29) - NOR Noruega (12) - NZL Nova Zelândia (21) - OMA Omã (11) - NED Países Baixos (20) - PAN Panamá (2) - PAR Paraguai (4) - PAK Paquistão (4) - PER Peru (4) - POL Polônia (200) - PUR Porto Rico (1) - POR Portugal (46) - QAT Catar (6) | - KEN Quênia (2) - KGZ Quirguistão (6) - CZE Chéquia (99) - MKD Macedônia do Norte (3) - COD República Democrática do Congo (5) - DOM República Dominicana (3) - ROU Romênia (65) - RUS Rússia (308) - SEN Senegal (11) - SRB Sérvia (280) - SIN Singapura (9) - SYR Síria (5) - SWZ Essuatíni (2) - SUD Sudão (2) - SWE Suécia (62) - SUI Suíça (56) - SRI Sri Lanka (14) - TJK Tajiquistão (2) - THA Tailândia (61) - TPE Taipé Chinês (86) - TAN Tanzânia (1) - TOG Togo (2) - TUN Tunísia (1) - TUR Turquia (88) - UKR Ucrânia (188) - UGA Uganda (40) - URU Uruguai (22) - UZB Uzbequistão (14) - VIE Vietnã (13) - ZAM Zâmbia (9) - ZIM Zimbabwe (2) |